# Бебей, Франсис
Франсис Бебей (15 июля 1929, Дуала, Камерун — 28 мая 2001, Париж, Франция) — камерунский скульптор, музыкант, певец и писатель.

## Биография
Окончил университет Сорбонны во Франции и получил дальнейшее образование в Соединённых Штатах. В 1957 году Бебей переехал в Гану по приглашению Кваме Нкрумы и был назначен диктором и журналистом на радио.
В начале 1960-х годов Бебей переехал во Францию и начал работать в области искусства, проявив себя как музыкант, скульптор и писатель. Он также работал в качестве консультанта ЮНЕСКО по всеобщей музыкальной программе. Написал целый ряд художественных произведений, в том числе роман Le Fils d’Agatha Moundio, за который был удостоен премии чёрной Африки по литературе в 1968 году.
Свой первый музыкальный альбом подготовил в 1969 году, записал его в 1972 и с 1974 года решил полностью посвятить себя музыке. Играл в основном на гитаре, хотя сопровождал свои выступления и традиционными африканскими музыкальными инструментами. Его стиль ввиду этого был новаторским, представляя собой сочетание традиционной городской камерунской музыки макосса с классической гитарой, джазом и поп-музыкой. Свои песни, которые могли быть философскими, юмористическими или посвящёнными проблемам современности, он исполнял в Дуале на английском и французском языках. За одну из своих юмористических песен получил в 1977 году премию Sacem. За свою жизнь записал более 20 альбомов, написал музыку к нескольким камерунским фильмам, выступал с концертами в 75 странах мира. Умер в Париже от сердечного приступа.

## Выборочная библиография
- Сын Агаты Модио (Le Fils d’Agatha Moudio, 1967)
- Ашантийская куколка (La Poupée Ashanti, 1973)
- Альбер, король Эффиди (Le Roi Albert d’Effidi, 1976).

## Публикации на русском языке
- Ашантийская куколка: Роман. Пер. Е.Саввиной — М: Прогресс. 1980, 168 с.
- Сын Агаты Модио. Роман. Пер. Е.Антоновой — М. : Прогресс, 1974. — 136 с.
- Три юных чистильщика. Повесть. Пер. А.Карпова// Чики и река: повести и рассказы африканских писателей. М: Дет. лит. 1981, 482—498
- Рождественский дед маленькой Фанты. Женитьба Эдды. Джимми и равенство. Ассисастанас и полицейский комиссар. Чудеса в темной комнате. Рассказы. Пер. К. Жуковской//Маленькая станция: рассказы камерунских писателей. — М. : Худож. лит., 1978.